# Charles Sydney Gibbes
Charles Sydney Gibbes, född 19 januari 1876, död 24 mars 1963, var en brittisk akademiker som åren 1908–1917 var privatlärare i engelska för barnen till kejsar Nikolaj II av Ryssland. Då Nikolaj lämnade tronen i mars 1917 följde han med den ryska kejsarfamiljen till den sibiriska staden Tobolsk. Efter att familjemedlemmarna avrättades 1918 återvände Gibbes till Storbritannien och blev slutligen ortodox munk, under namnet Nicholas till minne av den ryske kejsaren.

## Död
Charles Sydney Gibbes avled på Saint Pancras Hospital i London den 24 mars 1963. Han begravdes på Headingtonkyrkogården i Oxford i England. Hans ryska ägodelar lämnades till adoptivsonen George i Oxford, som donerade dem till museet i Luton Hoo. Ett mindre kapell byggdes där för hans efterlämnade ägodelar, vilket invigdes av metropoliten Anthony Bloom. Museet flyttades senare från Luton Hoo och blev en del av Wernher Collection, Ranger's House i Greenwich.